# Casa de Isaac Benarroch
La Casa de Isaac Benarroch es un edificio de estilo clasicista de la ciudad española de Melilla. Está situado en el Ensanche Modernista, en La Avenida que forma parte del conjunto Histórico de Melilla, Bien de Interés Cultural .

## Historia
Fue construido en 1910 según proyecto de Eusebio Redondo para Isaac Benarroch

## Descripción
Consta de planta baja y otras dos sobre esta, más los cuartos de la azotea. Está construido con paredes de mampostería de piedra local y ladrillo macizo, con bovedillas de ladrillo macizo, para los techos, materiales muy humildes.
Sus fachadas constan de unos bajos reformados, con molduras, una planta principal con ventanas recercadas con frontones triangulares sobre sus dinteles y balcones, y una primera planta con ventanas recercadas y balcones. Unas pilastras limitan el edificio y sus calles laterales.